# Laski, Hạt Sławno
Laski (phát âm tiếng Ba Lan: [ˈlaskʲi]; trước đây là tiếng Đức: Latzig) là một ngôi làng thuộc khu hành chính của Gmina Malechowo, thuộc hạt Sławno, West Pomeranian Voivodeship, ở phía tây bắc Ba Lan. Nó nằm khoảng 13 kilômét (8 mi) phía nam Malechowo, 20 km (12 mi) phía nam Sławno và 158 km (98 mi) về phía đông bắc của thủ đô khu vực Szczecin.
Trước năm 1945, khu vực này là một phần của Đức. Đối với lịch sử của khu vực, xem Lịch sử của Pomerania.